# Front (météorologie)
Pour les articles homonymes, voir Front.
Un front météorologique est une surface de discontinuité étendue, qui sépare deux masses d’air ayant des propriétés physiques différentes (ex : température, humidité, pression),. Le concept a été développé au début du XXe siècle par les météorologues norvégiens pour expliquer le comportement de l'atmosphère dans les latitudes moyennes terrestres : la formation des nuages, des précipitations, des dépressions et des anticyclones ainsi que leur déplacement. Le développement de la météorologie depuis cette époque a permis de démontrer que les fronts sont une conséquence des forces en jeu plutôt que leur cause mais la représentation est maintenant tellement répandue qu'ils sont toujours largement utilisés dans les présentations météo.

## Histoire de l'analyse des fronts
L'histoire de l'analyse moderne des cartes de surface en météorologie débute au XIXe siècle. L'invention du télégraphe en 1845 a permis de diffuser des observations prises à des endroits très éloignés les uns des autres dans un délai raisonnable pour pouvoir les utiliser à fin de prévision. Tant en Amérique qu'en Europe, des réseaux de stations d'observation météorologique se développent.
La Smithsonian Institution, sous Joseph Henry, établit le premier réseau de stations d'observations à partir des années 1840. Dès 1849, les premières cartes météorologiques de surface sont tracées en utilisant les 150 stations déjà disponibles. Ce réseau couvrira la majeure partie du centre et de l'est des États-Unis en 1860. Pendant ce temps, le 14 novembre 1854, une violente tempête provoque le naufrage de 41 navires français en mer Noire, au cours de la guerre de Crimée. Cette tempête avait traversé toute l'Europe de l'Ouest, mais personne ne fut en mesure de la signaler, voire de prévenir du danger. Face à ce constat, Urbain Le Verrier, directeur de l'observatoire de Paris, décide de mettre en place un vaste réseau de stations météorologiques couvrant l'ensemble de l'Europe.
Robert FitzRoy utilise également le télégraphe pour colliger les données météorologiques quotidiennes venant de toute l'Angleterre et tracer ses premières cartes synoptiques. En utilisant la variation de ces cartes dans le temps, il fait les premières prévisions qu'il commencera à publier dans le journal The Times en 1860. Le même mouvement se répand dans tout l'Empire britannique. Ainsi, en 1839, un observatoire météorologique est ouvert à Toronto et différents observatoires sont ouverts à travers les colonies britanniques du Canada par des enthousiastes ou des écoles. En 1871, des crédits de 5 000 $CAN sont alloués au ministre de la Marine et des Pêches afin de mettre sur pied un réseau de prise de données météorologiques dont le but est de produire des avertissements de tempêtes. En Australie, c'est en 1877 que les premières cartes apparurent dans les journaux. L'Observatoire météorologie de Tokyo, l'ancêtre du service météorologique japonais, fait la même chose à partir de 1883.
Les cartes de ces pionniers étaient généralement produites une fois par jour à partir des données colligées à une heure fixe le matin. Par exemple, les données américaines étaient prises à 7 h 30, temps solaire, et télégraphiées au Smithsonian. Seules les données de pression étaient pointées et les lignes d'égale pression, ou isobares, étaient tracées. Il était donc possible d'identifier ainsi les dépressions et les anticyclones. Comme les données étaient prises à l'heure solaire locale, le pointage des données souffrait d'une certaine distorsion de la répartition spatiale de la pression due au manque de synchronisation. Il fallut attendre l'apparition du concept de fuseau horaire en 1879 et du temps universel coordonné pour remédier à ce problème. Cependant, l'acceptation de ces deux notions prit du temps et ce n'est qu'à la fin du XIXe siècle qu’on les retrouve sur la plupart du globe.
Dès 1841, Elias Loomis est le premier à suggérer la présence de fronts pour expliquer la météo mais ce n'est qu'après la Première Guerre mondiale, en 1919, que l'école norvégienne de météorologie impose ce concept. Ce n'est donc qu'à partir de cette époque que les fronts, séparant les différentes masses d'air recouvrant la planète et auxquels on associe le temps, sont analysés. Encore une fois, cette nouveauté a pris un certain temps à se répandre et ce n'est qu'après la Seconde Guerre mondiale que le National Weather Service américain commença à les indiquer sur ses cartes.
Les cartes ont été analysées manuellement jusque dans les années 1970 lorsque l'introduction des ordinateurs a permis de développer des programmes de traçages automatiques des données des stations et des isobares. À partir des années 1990, l'ajout des données des satellites météorologiques, des radars météorologiques aux données de surface et d'altitude et le perfectionnement des programmes informatiques a permis de tracer par ordinateur un premier jet des fronts, mais le plus souvent les météorologues doivent encore raffiner l'analyse.

## Nomenclature

### Masses d'air et fronts

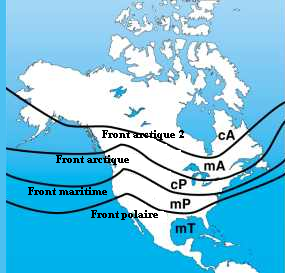
Masses d'air et fronts

Dans le modèle norvégien, il y a cinq masses d'air dans les latitudes moyennes de la planète. Les zones où ces masses d'air se rencontrent portent le nom de front et il y en a donc quatre. Ces divisions proviennent de la circulation atmosphérique générale et de la position des divers courants-jets. En général, chacun de ces fronts est identifié à la masse d'air la plus froide, presque toujours située sur sa facette nord :
- le front arctique 2 : sépare l'air continental arctique (cA) (au-delà de 60 degrés nord et sud) de l'air maritime arctique (mA) ;
- le front arctique : sépare l'air maritime arctique (mA) de l'air continental polaire (cP) (entre 40 et 60 degrés de latitude) ;
- le front maritime : sépare l'air continental polaire de l'air (cP) de celui maritime polaire (mP) ;
- le front polaire : sépare l'air maritime polaire (mP) de l'air maritime tropical (mT).

Ces fronts varient en latitude selon la saison. Ainsi le front arctique 2 fait rarement son apparition au sud des îles arctiques avant la fin de l'automne dans l'hémisphère nord alors que le Soleil illumine de moins en moins les régions nordiques et que l'air se refroidit graduellement. Les différences entre masses d'air maritime et continental de même nom est essentiellement due au contenu en humidité alors que les températures y sont assez similaires.
D'autres fronts plus locaux ont également des noms :
- le front saharien : sépare l'air méditerranéen de l'air tropical sec ;
- le front équatorial : sépare l'air tropical de l'air équatorial ;
- le front des alizés : sépare l'air tropical maritime de l'air tropical sec du Sahara.

### Type de fronts

Légende des fronts :
1) Front froid
2) Front chaud
3) Front stationnaire
4) Front occlus
5) Creux de surface
6) Front de rafales/Ligne de cisaillement
7) Front de point de rosée
8) Onde tropicale
9) Trowal

À cause de la circulation de l'air le long de ces fronts, on distingue différents types de fronts, :
- le front chaud est la zone où l'air de la masse d'air la plus chaude est déplacée vers celle plus froide ;
- le front froid est l'endroit où la masse d'air froid se déplace vers celle plus chaude ;
- un front stationnaire est la limite entre de vastes masses d'air chaud et froid qui sont en contact entre elles sans produire de mouvements relatifs d'une grande portée car les vents dans chacune des masses d'air sont parallèles au front (par exemple les fronts océaniques) ;
- un front occlus se développe lorsqu'un système météorologique s'intensifie et que son front froid accélère de sorte qu'il rattrape le front chaud. Lorsque le front froid atteint le front chaud, l'air chaud devient de plus en plus pincé ou coincé entre les deux fronts en altitude ;
- un trowal est le creux d'air chaud en altitude créé par le front occlus. Il se retrouve légèrement à l'arrière de celui-ci. En effet, la position du front occlus est celle qu'aurait le front froid coincé sous l'air chaud. Ce concept est utilisé dans certains pays comme le Canada et la Grande-Bretagne.

On retrouve également certaines lignes de démarcations de méso-échelle avec lesquelles on associe du temps et qui servent de limites entre masses d'air très locales :
- les creux barométriques ;
- les fronts de rafales sortant des orages ;
- les fronts de point de rosée qui séparent des zones dans une même masse d'air où on a une frontière d'humidité marquée ;
- les ondes tropicales ;
- le front de Mei-Yu.

## Frontogénèse et frontolyse

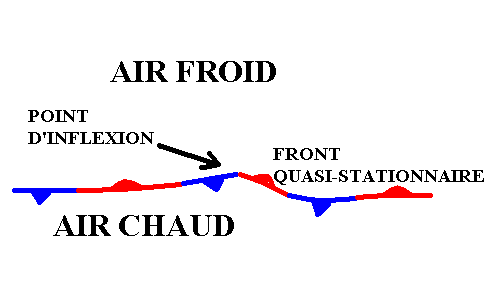
Point d'inflexion se formant d'une zone de gradient de température concentré antérieurement par la circulation atmosphérique.

Dissipation par une circulation divergente.

La frontogénèse est le processus de formation ou d'intensification d'un front ou d'une zone frontale par des influences physiques, comme le rayonnement solaire, ou cinématiques comme la direction des vents. La frontolyse est l'effet inverse, soit le processus d'atténuation ou de dissipation.
La théorie classiques des fronts, de l'École de météorologie de Bergen, dit que lorsque deux masses d'air ayant différentes caractéristiques physiques entrent en contact, l'air froid, plus dense, tend à glisser sous l'air chaud qui s'élève en s'étendant (ascendance). Une fois l'air chaud refroidi dans les couches supérieures de la troposphère, l'humidité qu'il contient se condense en donnant naissance à des nuages caractéristiques (cirrostratus, altostratus, nimbostratus), qui donnent des précipitations (pluie, neige, grésil, bruine, etc.).
Dans les dépressions importantes, le front froid s'engouffre violemment sous le front chaud en produisant un fort courant d'ascendance qui donne naissance à des nuages convectifs: cumulus, cumulus bourgeonnants et cumulonimbus). Ces derniers produisent des averses ou même des orages qui peuvent contenir de la grêle, produire des rafales descendantes violentes et des tornades.
Dans les deux cas, se rétablit plus ou moins lentement un équilibre entre les deux masses d'air (front occlus), et le phénomène de glissement prend fin. Le passage des fronts froids ou chauds sur une région cause l'abaissement ou l'élévation de la température atmosphérique locale.
En fait, les fronts ne sont que le résultat des mouvements de l'atmosphère et non leur cause. Les événements décrits ci-dessus sont le résultat des mouvements verticaux de l'atmosphère, un fluide en rotation, que l'on peut expliquer par la thermodynamique et la mécanique des fluides. Les zones de contrastes que marquent la présence de fronts causent ces mouvements et non les fronts eux-mêmes. L'air plus doux ne se soulève pas parce qu'il est repoussé vers le haut par l'air frais de surface mais bien parce que la convergence des vents dans la colonne d'air le long des fronts génère un mouvement ascendant.